# Svatava Raková
Svatava Raková (* 23. září 1947, Turnov) je přední česká historička, zabývající se anglickou kolonizací v Severní Americe a raným obdobím dějin USA.

## Životopis
Vystudovala dějepis a češtinu na Filozofické fakultě Univerzity Karlovy v Praze, poté nastoupila do Ústavu československých a světových dějin ČSAV (pozdější Historický ústav AV ČR), jehož byla v letech 2005-2012 ředitelkou a předtím 11 let zástupkyní ředitele. Působí zde doposud a kromě toho přednáší na Institutu mezinárodních studií Fakulty sociálních věd Univerzity Karlovy. Je rovněž předsedkyní pracovní skupiny pro historii Akreditační komise zřízené dle zákona o vysokých školách a členkou množství vědeckých a redakčních rad, vědeckých kolegií a komisí. Absolvovala řadu stáží na univerzitách v zahraničí (Německo, Rakousko, SSSR, Velká Británie, USA) a kromě vlastní odborné práce se příležitostně věnuje též překladům z angličtiny. V listopadu 2009 jí byla udělena Medaile Josefa Hlávky za celoživotní dílo, věnované dějinám Ameriky a USA. Vyzdvižena byla její vysoká odbornost, neotřelé přístupy a široký rozhled.
V roce 2022 jí byla udělena Čestná oborová medaile Františka Palackého.